# Donax transversus
Donax transversus is een tweekleppigensoort uit de familie van de Donacidae. De wetenschappelijke naam van de soort is voor het eerst geldig gepubliceerd in 1825 door G. B. Sowerby I.